# ひぐらしのなく頃に 鬼
『ひぐらしのなく頃に 鬼』（ひぐらしのなくころに おに）は、原作：竜騎士07、原案・漫画：旭による日本の漫画作品。『月刊アクション』（双葉社）にて、2022年4月号より2024年4月号まで連載された後、同誌の休刊に伴い『webアクション』（同）に移籍することが発表されている。タイトルは『ひぐらしのなく頃に 鬼』のように、「な」を赤文字で表記する。
『ひぐらしのなく頃に』シリーズ20周年企画の一つとして制作された。大正十二年の雛見沢村を舞台に、園崎お魎の半生が描かれる。
ライターの若林理央によると、シリーズの本編ではお魎と宗平のみ名前が登場するが、本作では初めて葎花と清治の名前が明かされる点が注目するポイントである。

## あらすじ
園崎家の大掃除の際に見つかった、ある人物の日記。その日記をきっかけに、園崎お魎は過去を思い返す。それは遠い過去の記憶、大正十二年の記憶であった。お魎はおもむろに語りだす。自らとその仲間たちの運命を変えた、ある悲劇の物語を。

## 登場人物
園崎両（そのざき りょう）
園崎お魎の過去の姿。

折口宗平（おりぐち そうへい）
園崎両の幼馴染。

古手葎花（ふるで りつか）
園崎両の幼馴染。

公由清治（きみよし せいじ）
園崎両の幼馴染。
同作者の作品『キコニアのなく頃に』に登場するジェイデンと容姿が酷似している。

公由千代子（きみよし ちよこ）
公由清治の母。鷹野三四と容姿が酷似している。

## 制作背景
本作の企画は、漫画家の旭自らが発案したものである。旭はもともと『ひぐらしのなく頃に』シリーズの熱心なファンであり、10代の頃から原作に準拠した同人誌を制作していた。特に園崎魅音と詩音を中心に、原作エピソードの間を考察するような内容を描いていたという。
旭はさまざまな場で『ひぐらし』関連の仕事をしたいという希望を語っており、その思いが双葉社に届いたことで、自ら企画を提案する機会を得た。企画では、原作に散りばめられているものの深く描かれていない要素を掘り下げたいと考え、『目明し編』で触れられている園崎家の過去を中心とした物語を描くことを提案。この提案が受け入れられ、本作の連載が実現した。

## 書誌情報
- 竜騎士07（原作）・旭（原案・作画）『ひぐらしのなく頃に 鬼』双葉社〈アクションコミックス〉、既刊3巻（2024年9月12日現在）
  1. 2022年12月12日発売[5][6]、ISBN 978-4-575-85785-6
  2. 2023年8月9日発売[7]、ISBN 978-4-575-85867-9
  3. 2024年9月12日発売[8]、ISBN 978-4-575-86008-5